# 조캐스타
조캐스타(영어: Jocasta)는 마블 코믹스의 슈퍼히어로 캐릭터로, 울트론이 창조한 안드로이드이자 어벤저스의 멤버이다. 1977년 8월 《어벤저스》 162호에 처음 등장했고, 짐 슈터와 조지 페레스가 공동 창작하였다. 이름은 그리스 신화의 이오카스테를 가리킨다.

## 담당 성우

### 비디오 애니메이션
- 넥스트 어벤저스: 내일의 영웅들(2008) - 니콜 올리버

### 비디오 게임
- 마블 히어로즈(2013) - 케이트 히긴스